# Bhimtal Lake
Bhimtal Lake ist ein See in der Stadt Bhimtal im indischen Bundesstaat Uttarakhand, dessen gemauerter Staudamm 1883 errichtet wurde.
Es ist der größte See in der Region Kumaon, die auch als „Indischer Lake District“ bezeichnet wird. Der See dient der Trinkwasserversorgung und der Aquakultur verschiedener Fischarten. In der Mitte des Sees gibt es eine Insel, die touristischen Zwecken dient,  mit einem Aquarium.

## Geographie
Der See liegt auf einer Höhe von 1375 Metern über dem Meeresspiegel auf dem Gebiet der Stadt Bhimtal im Distrikt Nainital im Bundesstaat Uttarakhand. Er hat ein Einzugsgebiet von 17,12 Quadratkilometern.
Geologen führen die Entstehung des Sees auf Verwerfungen durch die Bewegungen in der Erdkruste zurück, die den Abfluss des Wassers über der Erde blockierten. Das Einzugsgebiet des Sees ist, insbesondere auf den Bergen, von dichtem Wald bedeckt, der aus Pinus roxburghii, Quercus leucotricophora und gemischtem Laufwald besteht. Das Wetter schwankt zwischen tropischen und subtropischen Bedingungen. Der Niederschlag ist sehr hoch und tritt zumeist während der Monsunzeit auf.
Eine Straße führt am Seeufer entlang; dieses ist steil und an der Basis mit Kies bedeckt. Weiter oben wachsen Gras und Buschwerk. Die Westseite des Sees ist bewaldet und wurde mit Häuschen bebaut, während auf der gegenüberliegenden Seite Terrassenfelder vorhanden sind. Ein ganzjährig wasserführender Zulauf mündet von Westen; seine Ufer wurden nach der indischen Unabhängigkeit dicht mit Wohnhäusern bebaut. Dadurch gelangten Schieferton und Schutt in den See, und dieser Prozess hält noch an. Ein kleines Einkaufszentrum liegt am südlichen Seeufer. Auf 1525 m Höhe liegt am Nordufer ein kleines Sanatorium. Außerdem befindet sich an dieser Seite ein Gefangenenlager, das hier 1902 eingerichtet wurde, um Kriegsgefangene aus dem Burenkrieg aufzunehmen.
Der See ist 22,5 km entfernt von der Bezirksstadt Nainital. Im 20 km entfernten Kathgodam befindet sich der nächstgelegene Bahnhof.

## Geschichte
Der Damm wurde 1883 erbaut. Nach dem Ghurka-Krieg (1814–16) war die Region Kuraon unter die britisch-indische Herrschaft gekommen, und Nainital wurde zur Sommerhauptstadt.
Stadt und See haben ihren Namen nach Bhima, einem Pandava aus epischen Erzählung, Mahabharata, der sich an der Stelle aufgehalten haben soll. Unweit des Damms gibt es einen Tempel, den Baj Bahadur Chand von Kumaon im 17. Jahrhundert erbauen ließ.

## Beschreibung

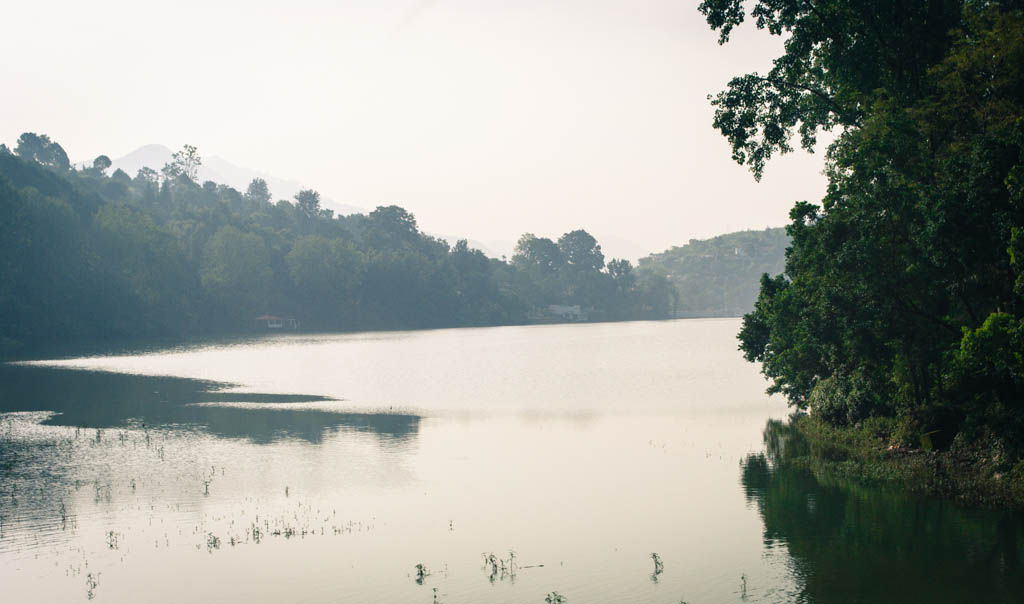
Water spread of the lake

Der C-förmige See ist der größte in der Region und wird gestaut durch einen gemauerten Damm. Der See bedeckt eine Fläche von 48 Hektar. Die maximale Kapazität beläuft sich auf 4,63 Million Kubikmeter, und der nutzbare Speicherraum beträgt 3,54 × 106 m3. Der jährliche oberirdische Zufluss beträgt 1,756 × 106 m3, doch je nach Jahreszeit steuern unterirdische Quellen zwischen 30 und 80 Prozent davon zusätzlich bei. Aufgrund der Bautätigkeit um den See kommt es zu Sedimentation, sodass der See regelmäßig ausgebaggert werden muss. Das Wasser des Sees ist allgemein klar, wird aber in einigen Monaten infolge des Lebenszyklus von Urtierchen. Einem örtlichen Mythus zufolge verliert der See seine Trübung, wenn jemand in ihm ertrunken ist. Das Wasser des Sees fließt über einen Abflusskanal zur Gaula, der genutzt wird, den Wasserstand der Bhabar-Kanäle zu ergänzen. Wenn im Zuge dieser Wasserentnahme der Spiegel des Sees um elf Meter sinkt, verringert sich die Fläche des Sees auf etwa die Hälfte. Die Wasserqualität verschlechtert sich durch Einleitung von Abwässern, Sedimente und Touristen, die ihre Abfälle hinterlassen. Der Sauerstoffgehalt erreicht deswegen Werte, die sowohl für die Nutzung als Trinkwasser als auch für die Fischkulturen problematisch sind. Der Nitratgehalt erreicht 350 mg pro Liter. Am Grund des Sees sind Ablagerungen vorhanden, die zu einer hohen Fischsterblichkeit führen und die Qualität des Wassers verschlechtern.
Das Seewasser ist organisch belastet und befindet sich in einem mesotrophen Zustand, weil Abwässer der Wohnbebauung an seinem Rand direkt in den See gelangen. Es gibt deswegen Pläne, Abwassersammelleitungen zu bauen, die das Abwasser der Wohngebiete aufnehmen und eine Kläranlage zu errichten.

## Staudamm
Bei dem Staudamm handelt es sich um ein gemauertes Bauwerk, das in seiner Mitte eine Höhe hat von 14,8 m und 150 m lang ist. An seiner Basis hat es eine Dicke von 11 m und an seiner Krone von 3 m. Die insgesamt zwölf Fluttore sind dazu ausgelegt, zusammen rund 45 m3/s durchzulassen. Das Bauwerk befindet sich in einer Erdbebenzone der indischen Einstufung IV.

## Fauna
Zu den am See lebenden Tieren gehören Muntjak, Kalifasanen, Schopffasan, Weißhaubenhäherling (Garrulax leucolophus), Enten and Gänse.
Zu den im See gefundenen Fischarten gehören: Schizothorax richardsonii, Catlabarbe, Rohu (Labeo rohita), Silberkarpfen (Hypophthalmichthys molitrix) und Graskarpfen (Ctenopharyngodon idella). Außerdem leben in dem Gewässer Karpfen und Cirrhinus mrigala. Eine Fischzuchteinrichtung befindet sich in dem See. Für das Fischen im See ist eine Genehmigung notwendig.